# Болдвін (Айова)
Болдвін (англ. Baldwin) — місто (англ. city) в США, в окрузі Джексон штату Айова. Населення — 99 осіб (2020).

## Географія
Болдвін розташований за координатами 42°4′24″ пн. ш. 90°50′19″ зх. д. / 42.07333° пн. ш. 90.83861° зх. д. (42.073205, -90.838515).  За даними Бюро перепису населення США в 2010 році місто мало площу 0,94 км², уся площа — суходіл.

## Демографія
Згідно з переписом 2010 року, у місті мешкало 109 осіб у 54 домогосподарствах у складі 30 родин. Густота населення становила 116 осіб/км².  Було 60 помешкань (64/км²).
Расовий склад населення:
| - 100,0 % — білих |

До двох чи більше рас належало 0,0 %. Частка іспаномовних становила 0,0 % від усіх жителів.
За віковим діапазоном населення розподілялося таким чином: 17,4 % — особи молодші 18 років, 64,3 % — особи у віці 18—64 років, 18,3 % — особи у віці 65 років та старші. Медіана віку мешканця становила 43,8 року. На 100 осіб жіночої статі у місті припадало 91,2 чоловіків;  на 100 жінок у віці від 18 років та старших — 100,0 чоловіків також старших 18 років.
Середній дохід на одне домашнє господарство  становив 33 940 доларів США (медіана — 33 125), а середній дохід на одну сім'ю — 47 240 доларів (медіана — 48 333). Медіана доходів становила 40 938 доларів для чоловіків та 16 875 доларів для жінок. За межею бідності перебувало 11,8 % осіб, у тому числі 0,0 % дітей у віці до 18 років та 15,4 % осіб у віці 65 років та старших.
Цивільне працевлаштоване населення становило 47 осіб. Основні галузі зайнятості: виробництво — 27,7 %, роздрібна торгівля — 23,4 %, освіта, охорона здоров'я та соціальна допомога — 19,1 %.